# Distretto di Jesús (Huánuco)
Il distretto di Jesús è un distretto del Perù nella provincia di Lauricocha (regione di Huánuco) con 6.233 abitanti al censimento 2007 dei quali 2.027 censiti in territorio urbano e 4.206 in territorio rurale.
È stato istituito il 26 dicembre 1944.